# 康氏亞口魚
康氏亞口魚（學名：Catostomus commersonii）為輻鰭魚綱鯉形目亞口魚科的其中一種，為溫帶淡水魚，分布於北美洲美國加拿大至美國喬治亞州大西洋沿岸，西至墨西哥州淡水流域。其種名是為了紀念法國博物學家Philibert Commerson，本魚體呈圓柱形，底部逐漸變細，口下位呈吸盤狀，背部和側面呈深綠色、灰色、銅色、棕色或黑色，下腹部淺色，體長可達65公分，體重可達2.9公斤，壽命可達12年，棲息在水質清澈的中小型河川、源頭較深的岩石深潭與急流、湖泊，接近日出或日落時移動到較淺的水域覓食，以浮游生物與其他的小型無脊椎動物為食，也會被其他較大的掠食性魚類，如白斑狗魚、鱒魚等獵食，繁殖期約在4月和5月，雌魚在淺水的溪流中產卵，可作為食用魚、養殖魚和游釣魚。 